# Flers-sur-Noye
Pour les articles homonymes, voir Flers.
Flers-sur-Noye est une commune française située dans le département de la Somme, en région Hauts-de-France.

## Géographie

### Localisation
Flers-sur-Noye est un village picard de l'Amiénois.
Limitrophe d'Ailly-sur-Noye, la localité est située à 7 km à l'est de Conty, 18 km au sud d'Amiens et à 35 km au nord-est de Beauvais à vol d'oiseau.
Le territoire de la commune est limitrophe de ceux de cinq communes.
Les communes limitrophes sont  Ailly-sur-Noye, Bosquel, Essertaux, Fransures et Lawarde-Mauger-l'Hortoy.

### Hydrographie
La commune est située dans le bassin Artois-Picardie. Elle n'est drainée par aucun cours d'eau.

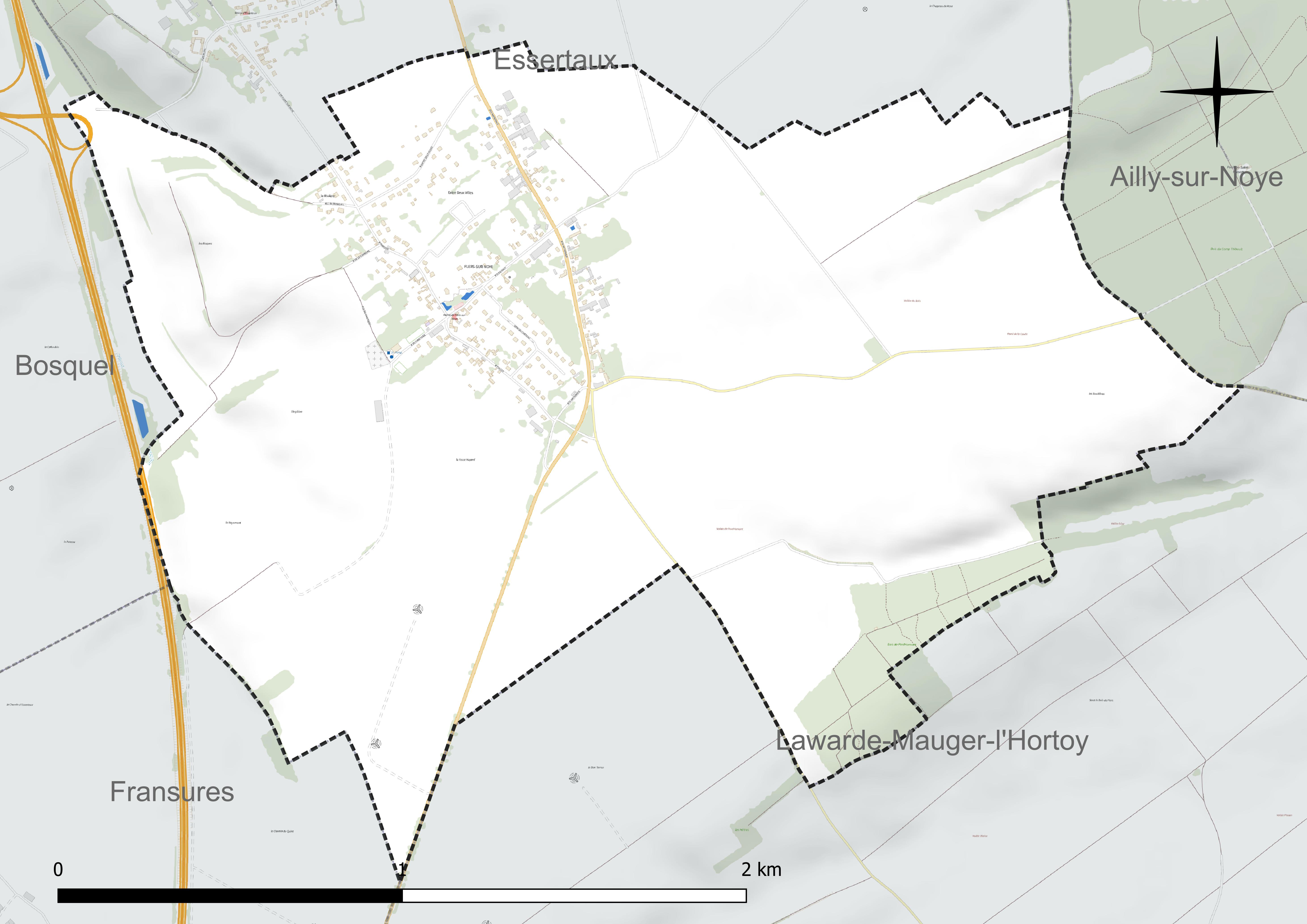
Réseau hydrographique de Flers-sur-Noye.

### Climat
Pour des articles plus généraux, voir Climat des Hauts-de-France et Climat de la Somme.
En 2010, le climat de la commune est de type climat océanique dégradé des plaines du Centre et du Nord, selon une étude du CNRS s'appuyant sur une série de données couvrant la période 1971-2000. En 2020, Météo-France publie une typologie des climats de la France métropolitaine dans laquelle la commune est exposée à un climat océanique et est dans la région climatique Nord-est du bassin Parisien, caractérisée par un ensoleillement médiocre, une pluviométrie moyenne régulièrement répartie au cours de l'année et un hiver froid (3 °C).
Pour la période 1971-2000, la température annuelle moyenne est de 10,2 °C, avec une amplitude thermique annuelle de 14,4 °C. Le cumul annuel moyen de précipitations est de 725 mm, avec 11,6 jours de précipitations en janvier et 8,1 jours en juillet. Pour la période 1991-2020, la température moyenne annuelle observée sur la station météorologique la plus proche, située sur la commune de Rouvroy-les-Merles à 12 km à vol d'oiseau, est de 10,7 °C et le cumul annuel moyen de précipitations est de 647,9 mm,. Pour l'avenir, les paramètres climatiques de la commune estimés pour 2050 selon différents scénarios d'émission de gaz à effet de serre sont consultables sur un site dédié publié par Météo-France en novembre 2022.

## Urbanisme

### Typologie
Au 1er janvier 2024, Flers-sur-Noye est catégorisée commune rurale à habitat dispersé, selon la nouvelle grille communale de densité à sept niveaux définie par l'Insee en 2022.
Elle est située hors unité urbaine. Par ailleurs la commune fait partie de l'aire d'attraction d'Amiens, dont elle est une commune de la couronne,. Cette aire, qui regroupe 369 communes, est catégorisée dans les aires de 200 000 à moins de 700 000 habitants,.

### Occupation des sols
L'occupation des sols de la commune, telle qu'elle ressort de la base de données européenne d'occupation biophysique des sols Corine Land Cover (CLC), est marquée par l'importance des territoires agricoles (83,4 % en 2018), en diminution par rapport à 1990 (89 %). La répartition détaillée en 2018 est la suivante : 
terres arables (83,4 %), zones urbanisées (12,1 %), forêts (4,6 %). L'évolution de l'occupation des sols de la commune et de ses infrastructures peut être observée sur les différentes représentations cartographiques du territoire : la carte de Cassini (XVIIIe siècle), la carte d'état-major (1820-1866) et les cartes ou photos aériennes de l'IGN pour la période actuelle (1950 à aujourd'hui).

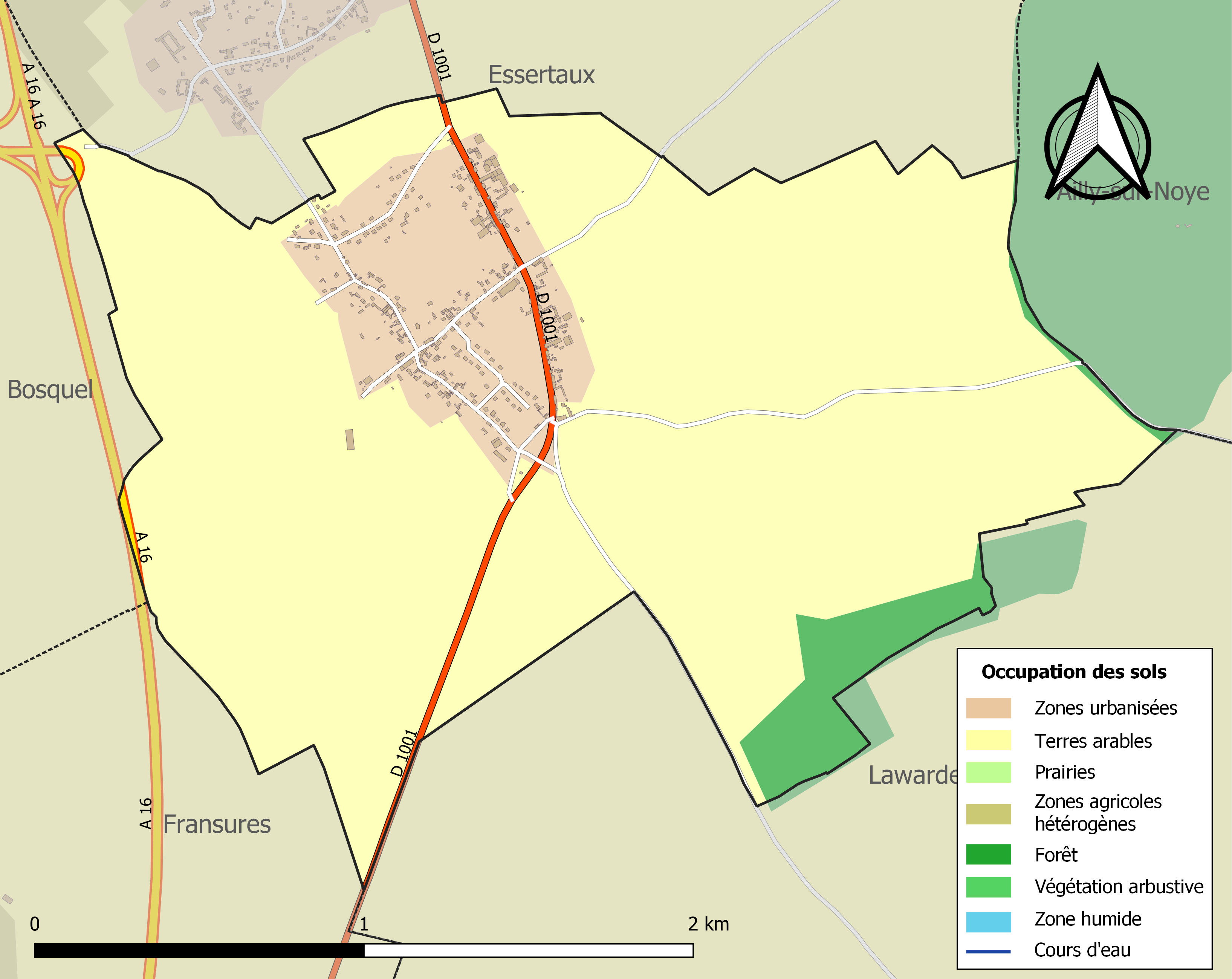
Carte des infrastructures et de l'occupation des sols de la commune en 2018 (CLC).

## Toponymie
Le nom de la localité est attesté sous les formes Flers en 1399 ; Flaix en 1657 ; Fleres en 1787 ; Flers-en-Amiénois.
Il s'agit d'un type toponymique commun dans le Nord de la France : Flers (Nord I, Fles 1030, Flers XIIIe siècle), Flers (Nord II, Fles 1066, Flers 1273), Flers (Pas-de-Calais) et Flers (Somme). La localisation dans le Nord de la France incite les spécialistes à proposer l'étymon germanique (vieux bas francique) *hlar qui signifie « terrain marécageux, friche ou vaine pâture », à l'origine de l'ancien français larris, d'où le français lairis. On rencontre ce terme en composé dans Meulers (Seine-Maritime), ainsi que dans Boufflers et Mouflers (Somme). 	
La Noye est une rivière de l'ancienne région Picardie, donc dans la nouvelle région des Hauts-de-France, dans les deux départements de l'Oise et de la Somme.

## Histoire
Le château de Flers-sur Noye, construit en 1740 pour Pierre-Louis du Bos, a été occupé par les Allemands pendant la Seconde Guerre mondiale. Des Français y ont été maintenus en détention. Un incendie l'a complètement détruit,.
La commune a été décorée de la Croix de guerre 1939-1945 avec étoile de bronze.

## Politique et administration

### Rattachements administratifs et électoraux
La commune se trouve dans l'arrondissement de Montdidier du département de la Somme. Pour l'élection des députés, elle fait partie depuis 2012 de la quatrième circonscription de la Somme.
Elle fait partie depuis 1793 du canton d'Ailly-sur-Noye, qui a été modifié et agrandi dans le cadre du redécoupage cantonal de 2014 en France.

### Intercommunalité
La commune était membre de la communauté de communes du Val de Noye, créée par un arrêté préfectoral du 11 mai 2001, et qui succèdait, conformément aux dispositions de la Loi Chevènement, au district du Val de Noye, créé en 1994.
Dans le cadre des dispositions de la loi portant nouvelle organisation territoriale de la République du 7 août 2015, qui prévoit que les établissements publics de coopération intercommunale (EPCI) à fiscalité propre doivent avoir un minimum de 15 000 habitants, la préfète de la Somme propose en octobre 2015 un projet de nouveau schéma départemental de coopération intercommunale (SDCI) prévoyant la réduction de 28 à 16 du nombre des intercommunalités à fiscalité propre du département.
Après des hypothèses de regroupement des communautés de communes du Grand Roye (CCGR), du canton de Montdidier (CCCM), du Santerre et d'Avre, Luce et Moreuil, la préfète dévoile en octobre 2015 son projet qui prévoit la « des communautés de communes d'Avre Luce Moreuil et du Val de Noye », le nouvel ensemble de 22 440 habitants regroupant 49 communes,. À la suite de l'avis favorable des intercommunalités et de la commission départementale de coopération intercommunale en janvier 2016 puis des conseils municipaux et communautaires concernés, la fusion est établie par un arrêté préfectoral du 22 décembre 2016, qui prend effet le 1er janvier 2017.
La commune est donc désormais membre de la communauté de communes Avre Luce Noye (CCALN).

### Liste des maires
| Période                                  | Période                        | Identité            | Étiquette | Qualité                                           |
| ---------------------------------------- | ------------------------------ | ------------------- | --------- | ------------------------------------------------- |
| Les données manquantes sont à compléter. |                                |                     |           |                                                   |
| 1977                                     | 1989                           | Louis Liénard       |           |                                                   |
| mars 1989                                | 21 mars 2005                   | Jean-Louis Justin   |           | Démissionnaire                                    |
| 21 mars 2005                             | mars 2008                      | Georgette Chevalier |           | Directrice retraitée de restaurant universitaire  |
| mars 2008                                | En cours (au 14 décembre 2020) | Joël Beaumont       | DVD       | Retraité d'Enedis Réélu pour le mandat 2020-2026, |

### Politique environnementale
La commune compte deux éoliennes de 150 m de hauteur, d'une puissance maximale de 2 MW. Elles sont mises en service le 14 juin 2017 et dépendent du parc éolien du Quint de la société belge Elicio qui s'étend sur Lawarde-Mauger-l'Hortoy, Fransures et Flers-sur-Noye. Les mesures compensatoires de ces machines ont permis à la commune de financer la réhabilitation de la mare, située sur le côté de l'église, et qui permet, outre son aspect esthétique, de contribuer à la régulation des eaux de ruissellement.

## Démographie
L'évolution du nombre d'habitants est connue à travers les recensements de la population effectués dans la commune depuis 1793. Pour les communes de moins de 10 000 habitants, une enquête de recensement portant sur toute la population est réalisée tous les cinq ans, les populations de référence des années intermédiaires étant quant à elles estimées par interpolation ou extrapolation. Pour la commune, le premier recensement exhaustif entrant dans le cadre du nouveau dispositif a été réalisé en 2007.

En 2022, la commune comptait 522 habitants, en évolution de +1,95 % par rapport à 2016 (Somme : −1,26 %, France hors Mayotte : +2,11 %).
| 1793 | 1800 | 1806 | 1821 | 1831 | 1836 | 1841 | 1846 | 1851 |
| ---- | ---- | ---- | ---- | ---- | ---- | ---- | ---- | ---- |
| 528  | 488  | 547  | 498  | 536  | 539  | 572  | 529  | 515  |

| 1856 | 1861 | 1866 | 1872 | 1876 | 1881 | 1886 | 1891 | 1896 |
| ---- | ---- | ---- | ---- | ---- | ---- | ---- | ---- | ---- |
| 490  | 486  | 466  | 418  | 406  | 416  | 380  | 332  | 319  |

| 1901 | 1906 | 1911 | 1921 | 1926 | 1931 | 1936 | 1946 | 1954 |
| ---- | ---- | ---- | ---- | ---- | ---- | ---- | ---- | ---- |
| 304  | 292  | 269  | 202  | 229  | 197  | 212  | 213  | 219  |

| 1962 | 1968 | 1975 | 1982 | 1990 | 1999 | 2006 | 2007 | 2012 |
| ---- | ---- | ---- | ---- | ---- | ---- | ---- | ---- | ---- |
| 210  | 223  | 220  | 247  | 299  | 342  | 358  | 361  | 461  |

| 2017 | 2022 | - | - | - | - | - | - | - |
| ---- | ---- | - | - | - | - | - | - | - |
| 506  | 522  | - | - | - | - | - | - | - |

### Enseignement
Les communes du Bosquel et Flers-sur-Noye sont organisées en regroupement pédagogique et relèvent du secteur du collège de Conty.

## Culture locale et patrimoine

### Lieux et monuments

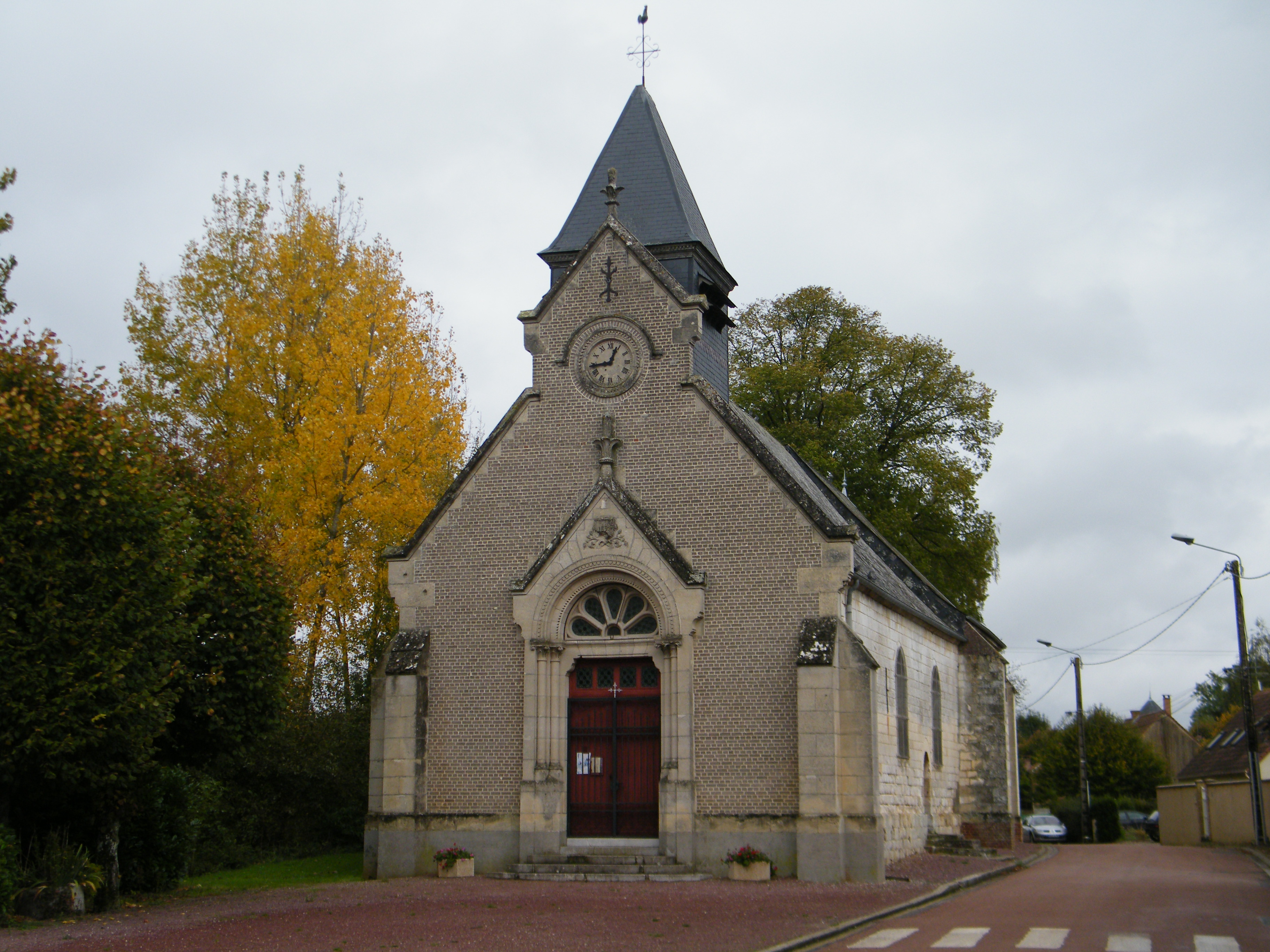
L'église Saint-Pierre.

- Église Saint-Pierre[42], en pierres blanches, avec un chevet à trois pans sans fenêtres. Le portail et le clocher ont été réédifiés en 1898[18]. L'autel du XVIIIe siècle est surmonté d'un retable sculpté du XVIIe siècle[43],[20]. L'église contient divers autres aménagements, œuvres-d'art et objets cultuels du XVIIIe siècle également classés aux monuments historiques.
- Grotte Notre-Dame-de-Lourdes, sur la route Amiens - Beauvais[44].

### Personnalités liées à la commune
Jean-Louis Delecroix, l'ancien joueur et entraîneur de l'Amiens Sporting Club Football, habite Flers-sur-Noye. Il est le père du footballeur Paul Delecroix.

### Activités associatives, culturelles, festives et sportives
Station météo amateur.

### Héraldique
| Blason de Flers-sur-Noye | Blason  | D'or au chevron engrêlé de sinople. Ornements extérieursCroix de guerre 1939-1945 |
| Blason de Flers-sur-Noye | Détails | Le statut officiel du blason reste à déterminer.                                  |